# Ribitol
Le ribitol, ou adonitol, est un composé chimique de formule HOH2C–CHOH–CHOH–CHOH–CH2OH. Il s'agit d'un pentose alcool qui se présente sous la forme d'un solide cristallisé. Il est issu de la réduction du ribose. On le trouve naturellement dans l'adonis de printemps, ainsi que dans la paroi des bactéries à Gram positif, et plus particulièrement sous forme de ribitol phosphate dans l'acide téichoïque. Il entre également dans la structure de la riboflavine et de la flavine mononucléotide (FMN).